# Dino Crisis 3
Dino Crisis 3 – trzecia i ostatnia gra z serii Dino Crisis. Pojawiła się tylko na konsolę Xbox 26 czerwca 2003. Gra w tym samym czasie miała się ukazać także na PlayStation 2. Z nieznanych powodów ta wersja została anulowana. Przez pierwsze 10 tygodni w Japonii sprzedano 30 tys. kopii.

## Fabuła
Fabuła nie jest kontynuacją Dino Crisis 2, którego historia jest kontynuowana w Dino Stalker spin-offie serii. Dino Crisis 3 przedstawia zupełnie nowy wątek. W roku 2548 po ponad 300 latach w pobliżu orbity Jupitera pojawia się statek U.N. Ozymandias. Drużyna S.O.A.R. (Special Operations And Reconnaissance – Specjalna jednostka rozpoznania) zostaje wysłana aby dokonać rekonesansu. Po przybyciu na miejsce pięcioosobowy oddział próbuje dostać się na pokład statku widmo. Przenoszą się ze swojego statku Seyfert na pokład mniejszej jednostki. W tym samym czasie z Ozymandiasa padają strzały, które przecinają na pół ich statek-matkę. Po chwili dzieje się to samo z mniejszą jednostką. Załodze dzięki jetpackom udaje się dolecieć do Ozymandiasa i dostać do środka. Trójka bohaterów Sonya Hart, McCoy i Patrick Tyler spotykają się na pokładzie, by za moment odkryć, że razem z nimi na pokładzie są nieprzyjaźnie nastawione zmutowane dinozaury...

## Rozgrywka
Rozgrywka w Dino Crisis 3 jest zbliżona do tej z Dino Crisis 2. Ponownie jest to strzelanina z widokiem TPP. Liczba broni została zmniejszona do 2 sztuk (każda z grywalnych postaci otrzymała po jednej broni). Standardowo broń ma jeden tryb strzelania + dwa dodatkowe. Ponadto można dołączyć tzw. "WASPS", które dodają nowe tryby strzelania i odblokowują drzwi. Gracz ma do dyspozycji 3 rodzaje kamizelek ochronnych. Kamery po raz pierwszy w serii nie są statyczne, podążają za bohaterem, choć widać też nawiązania do dwóch poprzedniczek. Podobnie jak w drugiej części za zabijanie dinozaurów otrzymuje się punkty, które można łączyć w coraz dłuższe i lepiej punktowane łańcuchy. Na końcu każdego poziomu za zdobyte punkty można zakupić różne przedmioty.

### Dodatkowe tryby
Po ukończeniu gry na jakimkolwiek poziomie trudności odblokowane zostają dwa dodatkowe tryby gry:
- Sonya Express: gracz kieruje Sonyą Hart. Posiada ona szybszy jetpack oraz nowy strój kelnerki. Naszym zadaniem jest wędrówka po Ozymandiasie i zabicie jak największej liczby dinozaurów.
- Wheel of 4 tune: gracz kieruje Patrickiem Tylerem. Ta gra jest podobna do głównej historii, poziom trudności jest jednak wyższy. Naszym zadaniem jest zabicie jak największej liczby dinozaurów przed upływem limitu czasowego. Mamy dostęp do broni, której używała Sonya.

### Postaci
- Patrick Tyler – Członek drużyny S.O.A.R., jedna z dwóch grywalnych postaci. To nim gracz steruje przez większą część gry.
- Sonya Hart – Jedyna kobieta w zespole S.O.A.R. Druga grywalna postać.
- McCoy – Niewiele wiadomo na jego temat. Kiedy Sonya i Patrick dostają się na pokład Ozymandiasa znajdują roztrzęsionego McCoya, który powtarza, że "wszyscy nie żyją". Po chwili zostaje on zaatakowany przez tyranozaura, który chwyta go w szczękę i rzuca o ścianę.
- Jacob Ranshaw – Lider S.O.A.R. Poświęca się odbezpieczając granat, którym zabija siebie i ankylozaura.
- Caren Velázquez – Jako jedyna ocalała z załogi Ozymandiasa. Z czasem okazuje się, że jest hybrydą stworzoną przez M.T.H.R. Poświęca się by uratować Tylera.
- Kapitan Satoko Evans – Kapitan Ozymandiasa. Ostatnie dni wraz z ocalałymi członkami statku spędziła na poszukiwaniu DNA zwierząt, które łączyła ze swoim własnym.

### Bronie
- Patrick: Heavy Vulcan, standardowa broń. Duża szybkostrzelność.
- Sonya: Freeze Laser, standardowa broń. Strzela odbijającymi się promieniami laserowymi.

Dodatkowe pociski dostępne dla obydwu postaci:
- Wide-Shot: bardzo dobre na krótki dystans i w większych pomieszczeniach. Działanie podobne do strzelby. Najlepsze przeciw grupie algolsów.
- Laser: używane na długich dystansach. Najlepsze jako precyzyjne strzały np. w starciach z bossami.

WASPS dostępne dla obydwu postaci:
- Tempest: automatycznie namierza przeciwnika, tworząc zaporę ogniową z wystrzelonych pocisków. Służą także do otwierania niebieskich drzwi.
- Juggernaut: automatycznie namierza wroga trafiając go potężną dawką energii. Otwierają żółte drzwi.
- Inferno: Unosi się w powietrzu i wybucha w pobliżu przeciwnika obejmując go płomieniami. Dodatkowo otwierają czerwone drzwi.

### Przeciwnicy
Przeciwnicy w grze to mutacje powstałe w wyniku eksperymentów na DNA dinozaurów.
- Australis powstał z DNA tyranozaura – pierwszy dinozaur, którego spotykamy w grze. W całej grze pojawiają się 4 osobniki. Potrafi wytworzyć energetyczny podmuch.
- Rigel powstał z DNA giganotozaura – najbardziej pospolity przeciwnik w grze. Robi się niebezpieczny w dużej grupie.
- Cebalrai powstał z DNA giganotozaura – dorosła wersja Rigela. 3-głowy, finałowy boss w grze. Podobnie jak Australis jest w stanie wytworzyć energetyczny podmuch.
- Regulus powstał z DNA ankylozaura – jego skóra jest pokryta odpornymi na strzały płytkami organicznymi. W grze pojawia się tylko w laboratorium DNA.
- Rigel Domain powstał z DNA giganotozaura – wielka organiczna wieża. W kierunku bohatera wysyłane są fale składające się z wielu rigelsów.
- Algol powstał z DNA welociraptora – dzięki tylnym łapom potrafi skakać na bardzo duże odległości. Potrafi wytworzyć elektryczny strzał z organu, który znajduje się na jego głowie.
- Kornephoros powstał z DNA welociraptora – atakuje tylko w grupie.
- Miaplacidus powstał z DNA spinozaura – gracz potyka się z nim 2 razy – w wodzie i na lądzie.
- M.T.H.R. – komputer pierwszej generacji użyty jako główny system na Ozymandiasie. Po 300 latach istnienia nabywa ludzkie cechy. Twórczyni zmutowanych dinozaurów, uważająca je za swoje "dzieci".